# Huamelulteca
El huamelulteca o chontal d'Oaxaca de les terres baixes és una llengua ameríndia, de la família de les llengües tequistlateques parlada a Mèxic, a les regions costaneres d'Oaxaca. El chontal de les terres baixes és un dels tres parlars del chontal d'Oaxaca.
El chontal de les terres baixes està en reculada davant el castellà des de fa temps. En 1949, Viola Waterhouse va estudiar la llengua i no en trobà cap de monolingüe. El nombre de parlants és difícil d'establir. El cens mexicà de 1990 va dir que havia 4.959 parlants declarats de chontal d'Oaxaca. Tanmateix, aquesta xifra és poc creïble i la realitat és més pròxima a l'enquesta d'aquell mateix any feta per l'Instituto Nacional Indigenista (INI) qui en comptà 394 persones parlant les dues varietats de chontal. L'espanyol és la llengua utilitzada en la vida quotidiana tant pels joves com pels més ancians.